# Hollywood Tonight
Hollywood Tonight is een nummer van de Amerikaanse artiest Michael Jackson. Het nummer werd opgenomen in 2001 voor het album Invincible.

## Geschiedenis
In december 2010 werd het nummer uitgebracht op het album Michael. Als promotie voor het album werd op 3 december 2010 het nummer al op de tv vertoond. Op 11 februari werd het ook als tweede single uitgebracht van dat album.
Op de hoes van de single zien we een tekening van Jackson. Op hem zijn enkele lichten gericht. De hoes is grotendeels in blauw en oranje. In Nederland werd ook een promotie uitgegeven van de single. Op deze hoes is een stukje van het album Michael te zien.
Begin februari 2011 werd op de officiële website van Michael Jackson bekendgemaakt dat er een nieuwe videoclip zou worden gemaakt voor de single Hollywood Tonight. De opnamen begonnen midden februari, zodat de videoclip eind februari 2011 zou uitkomen. Maar door vertraging kwam de video pas uit op 10 maart 2011.
“Hollywood Tonight” vertelt het verhaal van een jonge vrouw uit een klein Amerikaans dorpje die naar Hollywood komt om haar droom te verwezenlijken: een ster worden. Het is haar ambitie om een danser te zijn, maar haar verhaal staat symbool voor de strijd die elke artiest of muzikant moet leveren om het te maken in deze wereld.
Wayne Isham, regisseur van Michael Jacksons video You Are Not Alone, keert voor deze video terug naar precies dezelfde plaats waar hij in 1995 de opnames deed met Michael - het Pantages Theater aan het befaamde kruispunt van Hollywood en Vine, een baken voor iedereen die zich aangetrokken voelt tot de droom van het sterrendom. In "Hollywood Tonight" vormt het Pantages Theater opnieuw de setting voor een spectaculair einde van de clip, maar deze keer speelt het verhaal zich buiten af in een geweldige "flash mob"-dansscène.

## Achtergrond
- 1999 - Michael Jackson heeft een schets van het nummer
- 2000 - Michael Jackson contacteert Brad Buxer en Michael neemt eerste demo op.
- 2001 - Michael Jackson kan het nummer net niet afkrijgen voor het album "Invincible".
- ca.2005 - Jackson zingt een tweede demo in.
- 2007 - Buxer blijft sleutelen, hij zet de beat van Billie Jean op de achtergrond.
- 2008 - Jackson vraagt aan de opname-ingenieur om een mix te maken zodat hij terug zou kunnen horen wat er nog kon verbeteren.
- 2009 - Michael Jackson sterft; Hij heeft het nummer nooit kunnen afmaken.
- 2010 - Theron "Neff-U" Feemster en Teddy Riley maken het nummer af. Zo verschijnt het op het album "Michael".
- 2011 - Riley maakt nieuwe versie voor de single en de videoclip.

## Single
Downloadversie
1. "Hollywood Tonight" - 4:30

Britse promotiesingle
1. "Hollywood Tonight" (radioversie) - 3:46

Britse single
1. Hollywood Tonight (Throwback Mix)
2. Behind The Mask (radioversie)

Koreaanse single
1. Hollywood Tonight (Throwback Mix)
2. Hollywood Tonight (DJ Chuckie Radio Edit)
3. Hollywood Tonight (DJ Chuckie Remix)
4. Hollywood Tonight (radioversie)

### Data van uitgave
| Land             | Datum            | Vorm             |
| ---------------- | ---------------- | ---------------- |
| Italië           | 11 februari 2011 | Digitaal         |
| Verenigde Staten | 11 februari 2011 | Single, digitaal |
| België           | 11 februari 2011 | Digitaal         |
| Polen            | 14 februari 2011 | Digitaal         |
| Spanje           | 8 maart 2011     | Digitaal         |
| China            | 10 maart 2011    | Digitaal         |

## Hitnoteringen
| Chart (2011)           | Peak position |
| ---------------------- | ------------- |
| UK Radio Airplay Chart | 35            |
| Nederlandse Top 40     | tip16         |
| Vlaamse Ultratip       | tip20         |
| Wallonië Ultratip      | tip15         |